# Дадонов, Фёдор Никитич
Фёдор Никитич Дадонов (27 сентября 1905 — 23 марта 1987) — советский партийный и государственный деятель, председатель Брянского облисполкома (1951—1960).

## Биография
Член ВКП(б) с 1926 г.
- 1943—1949 гг. — второй секретарь Челябинского областного комитета ВКП(б),
- 1949—1950 гг. — секретарь Чувашского областного комитета ВКП(б),
- 1950 г. — инструктор отдела партийных, профсоюзных и комсомольских органов ЦК ВКП(б),
- 1950—1951 гг. — второй секретарь Брянского областного комитета ВКП(б),
- 1951—1960 гг. — председатель исполнительного комитета Брянского областного Совета,
- 1960—1963 гг. — начальник отдела по Советам Народного Хозяйства Северного Кавказа Государственной плановой комиссии Совета Министров РСФСР,
- 1963—1965 гг. — начальник Главного управления по снабжению и сбыту продукции машиностроения при СНХ РСФСР.

Избирался депутатом Верховного Совета РСФСР 3-5 созывов.